# Aphragmus serpens
Aphragmus serpens är en korsblommig växtart som först beskrevs av William Wright Smith, och fick sitt nu gällande namn av Al-shehbaz och S.I. Warwick. Aphragmus serpens ingår i släktet Aphragmus och familjen korsblommiga växter. Inga underarter finns listade i Catalogue of Life.